# زنبق روسی
زنبق روسی (نام علمی: Iris ruthenica) نام یک گونه از سرده زنبق است.